# Windom (Kansas)
Windom – miasto w Stanach Zjednoczonych, w stanie Kansas, w hrabstwie McPherson.